# Peter Zezel
Peter Zezel (22. dubna 1965 – 26. května 2009) byl kanadský hokejový útočník. V NHL odehrál celkem 15 sezón a vystřídal 7 klubů. Draftován byl v roce 1983 týmem Philadelphia Flyers. Celkem odehrál v základní části NHL 873 zápasů, ve kterých vstřelil 219 gólů a získal 608 bodů v kanadském bodování. Dalších 131 zápasů odehrál v play-off, kde vstřelil 25 gólů a získal 64 bodů.
Zemřel 26. května 2009 ve věku 44 let na vzácné onemocnění krvetvorby.